# Acanthogonatus vilches
Espèce
Acanthogonatus vilches est une espèce d'araignées mygalomorphes de la famille des Pycnothelidae.

## Distribution
Cette espèce est endémique de la région du Maule au Chili,. Elle se rencontre vers Gil de Vilches.

## Description
La femelle holotype mesure 14,51 mm.

## Étymologie
Son nom d'espèce lui a été donné en référence au lieu de sa découverte, Gil de Vilches.

## Publication originale
- Goloboff, 1995 : A revision of the South American spiders of the family Nemesiidae (Araneae, Mygalomorphae). Part 1: species from Peru, Chile, Argentina, and Uruguay. Bulletin of the American Museum of Natural History, no 224, p. 1-189 (texte intégral).